# Gaston Brahier
 (novembre 2008).
Si vous disposez d'ouvrages ou d'articles de référence ou si vous connaissez des sites web de qualité traitant du thème abordé ici, merci de compléter l'article en donnant les références utiles à sa vérifiabilité et en les liant à la section « Notes et références ».
Gaston Brahier, né le 11 mai 1927 à Coeuve et mort le 20 octobre 2014, est un écrivain et une personnalité politique suisse, membre du Parti libéral-radical.

## Biographie
Fils de Jules, contremaître dans une fabrique de pierres fines et aubergiste à Beurnevésin, et de Rosa Ribeaud, il est diplômé de l'école normale de Porrentruy en 1947 puis enseigne à Courrendlin (1947-1964), dirige l'école professionnelle de Choindez (1958-1984) et devient maître à l'école professionnelle artisanale de Delémont (1964-1987). 
De 1958-1966 il est député libéral-radical du district de Moutier au Grand Conseil du canton de Berne, puis à la Constituante jurassienne (1976-1978) et au Parlement (1979-1983). Après avoir été conseiller aux États (1983-1986) il devient ministre du gouvernement jurassien, chargé de l'éducation et des affaires sociales de 1987 à 1993.